# 突击工兵旅

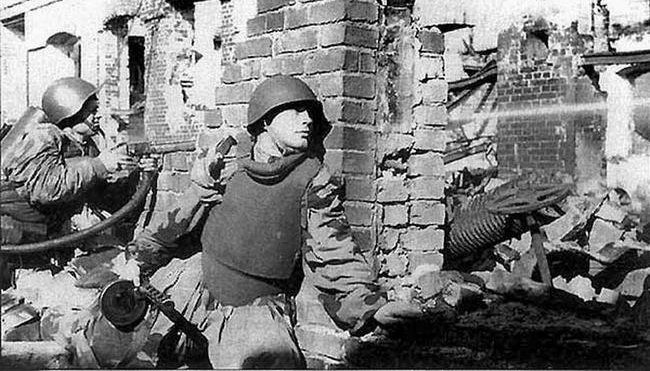
身穿SN-42型护甲进行巷战的红军突击工兵，摄于1942年。

突击工兵旅（俄语：Штурмовая инженерно-сапёрная бригада）或称风暴工兵旅，是隶属于红军最高指挥部的预备队，因在第二次世界大战期间的出色表现而闻名。这些工兵部队的职责是突击敌军集散地以及突破已被强化防御的敌军阵地。突击工兵旅一般被缩写为“ShISBr” (俄语：ШИСБР)，一般被称为“装甲步兵”或“铜墙铁壁步兵”（俄语：панцирная пехота）。

## 履历

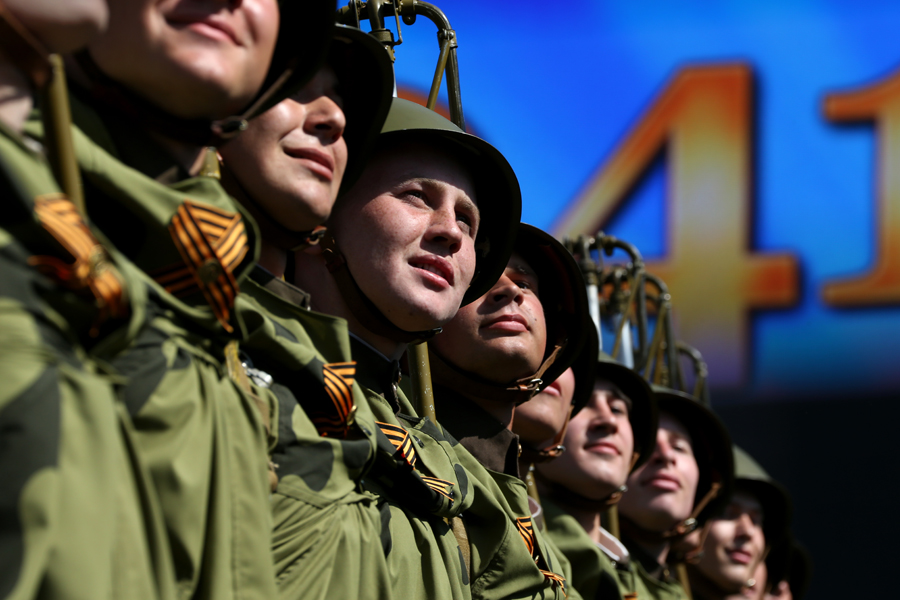
2015年胜利日阅兵时身穿工兵部队制服的历史重演爱好者们。

突击工兵部队最早被组建于1943年，当年5月30日，第一批规模达15个旅的突击工兵部队正式成军。这些部队大都是由久经战阵的营级战斗队组成。1943年8月，突击工兵部队被投入战场，这些旅通常由以下单位构成：
- 旅部（40人）
- 旅部连（87人）
- 摩托化工程侦察连（101人）
- 5个突击工兵营（各388人）
- 轻装舟桥部队（36人）

在组建突击工兵部队时，所有年龄超过40周岁的士兵都被重新分配至其它部队。该类作战单位的标志性装备是SN-42（俄语：СН-42）防弹胸甲。
1943年12月，苏军开发了一套运用突击工兵进行作战的战术。该类部队将被用于通过爆破、土工作业等方式协助或独力突破敌军战线。突击工兵能否取得进展与其同友邻步兵、装甲兵以及炮兵的协作关系密切，因为作为突击部队，工兵们手中并没有重火力。通常在实现突破之后，这些部队会立刻被撤往后方以减少伤亡。
1944年3月，突击工整体列装了ROKS-3火焰喷射器。第一、第二、第四、第十以及第二近卫突击工兵旅内亦配属了装备有PT-3（俄语：ПТ-3）扫雷坦克，OT-34喷火坦克在内的工程坦克团，每个坦克团由三个坦克连组成，每个连有20辆战车。
到1945年5月，这些旅持续推进，战线越过了柯尼斯堡（今加里宁格勒）——这座城市在几天内就陷落了。
在第二次世界大战期间，苏联红军共组建了20个突击工兵旅，这些部队在作战行动中表现出色，尤其是在巷战方面——而这也是一开始组建这些部队的目的。

## 遗产
战斗工兵在红军内部受到特别的尊敬。在2015年和2020年的胜利日阅兵期间，均有身着战斗工兵制服的方队走过红场接受检阅。2019年8月，在Capul de pod Șerpeni纪念馆举行的纪念仪式上，俄罗斯联邦国防部长谢尔盖·绍伊古向摩尔多瓦国防部长帕维尔-沃伊库移交了第14突击工兵旅的军旗。

## 组织架构

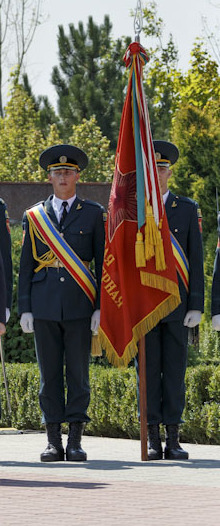
一名摩尔多瓦国防军士兵手持第14突击工兵旅的军旗。

- 第1近卫突击工兵旅
- 第1突击工兵旅
- 第2突击工兵旅
- 第3突击工兵旅
- 第4突击工兵旅
- 第5突击工兵旅
- 第6突击工兵旅
- 第7突击工兵旅
- 第8突击工兵旅
- 第9突击工兵旅
- 第10突击工兵旅
- 第11突击工兵旅
- 第12突击工兵旅
- 第13突击工兵旅
- 第14突击工兵旅
- 第15突击工兵旅
- 第16突击工兵旅
- 第17突击工兵旅
- 第18突击工兵旅
- 第19突击工兵旅